# Milichia myrmecophila
Milichia myrmecophila är en tvåvingeart som först beskrevs av Meijere 1909.  Milichia myrmecophila ingår i släktet Milichia och familjen sprickflugor. Inga underarter finns listade i Catalogue of Life.